# 154
El año 154 (CLIV) fue un año común comenzado en lunes del calendario juliano, en vigor en aquella fecha.
En el Imperio romano el año fue nombrado el del consulado de Aurelio y Laterano, o menos frecuentemente, como el 907 ab urbe condita, siendo su denominación como 154 a principios de la Edad Media, al establecerse el anno Domini.

## Acontecimientos
- El rey de Bósforo, Eupator, paga tributo a Roma debido a la amenaza que ataca a los alanos.
- Policarpo viaja a Roma para discutir con el papa Aniceto acerca del método para determinar en qué día celebrar la Pascua de Resurrección.

## Nacimientos
- Bardaisan, escritor y filósofo asirio (f. 222).